# Macrocentrum longidens
Macrocentrum longidens är en tvåhjärtbladig växtart som först beskrevs av Henry Allan Gleason, och fick sitt nu gällande namn av John Julius Wurdack. Macrocentrum longidens ingår i släktet Macrocentrum och familjen Melastomataceae. Inga underarter finns listade i Catalogue of Life.